# Vöröstejű kígyógomba
A vöröstejű kígyógomba (Mycena sanguinolenta) a kígyógombafélék családjába tartozó, Eurázsiában és Észak-Amerikában honos, főleg fenyvesekben élő, nem ehető gombafaj. 

## Megjelenése
A vöröstejű kígyógomba kalapja 0,5-1,8 cm széles; alakja fiatalon kúpos, domború vagy harangszerű, idősen laposan, néha felkanyarodó szélekkel kiterül. Felszíne fiatalon hamvas, később csupasz. Széle áttetszően barázdált. Színe változatos; halványbarna, szürkésbarna, a közepén sötét vörösbarna.
Húsa vékony, nem túl törékeny; színe halványvöröses. Sérülésre vöröses tejnedvet választ ki. Szaga és íze nem jellegzetes.
Közepesen ritkás állású 13-17 lemeze keskenyen a tönkhöz nőtt vagy kis foggal lefutó. Színük fehéres vagy szürkés, élük vörösbarna vagy borvörös. 
Tönkje 2-6 cm magas és 0,1-0,15 cm vastag. Alakja karcsú, egyenes vagy hajlott, üreges, törékeny. Felszíne fiatalon hamvas, később a csúcsán finoman szőrözött, lejjebb sima. Színe bézsbarna vagy barna, borvörös árnyalattal. Tövét fehér micélium borítja. 
Spórapora fehér. Spórája gyümölcsmag alakú, sima, amiloid, mérete 8-10 x 4-6 µm.

### Hasonló fajok
A lombos fákon élő vérző kígyógomba hasonlít hozzá. 

## Elterjedése és termőhelye
Eurázsiában és Észak-Amerikában honos. Magyarországon ritka.
Fenyvesekben, ritkábban bükkösökben fordul elő, általában nyirkos, mohás élőhelyeken; a korhadó növényi törmeléket, tűleveleket bontja. Ősszel terem. 

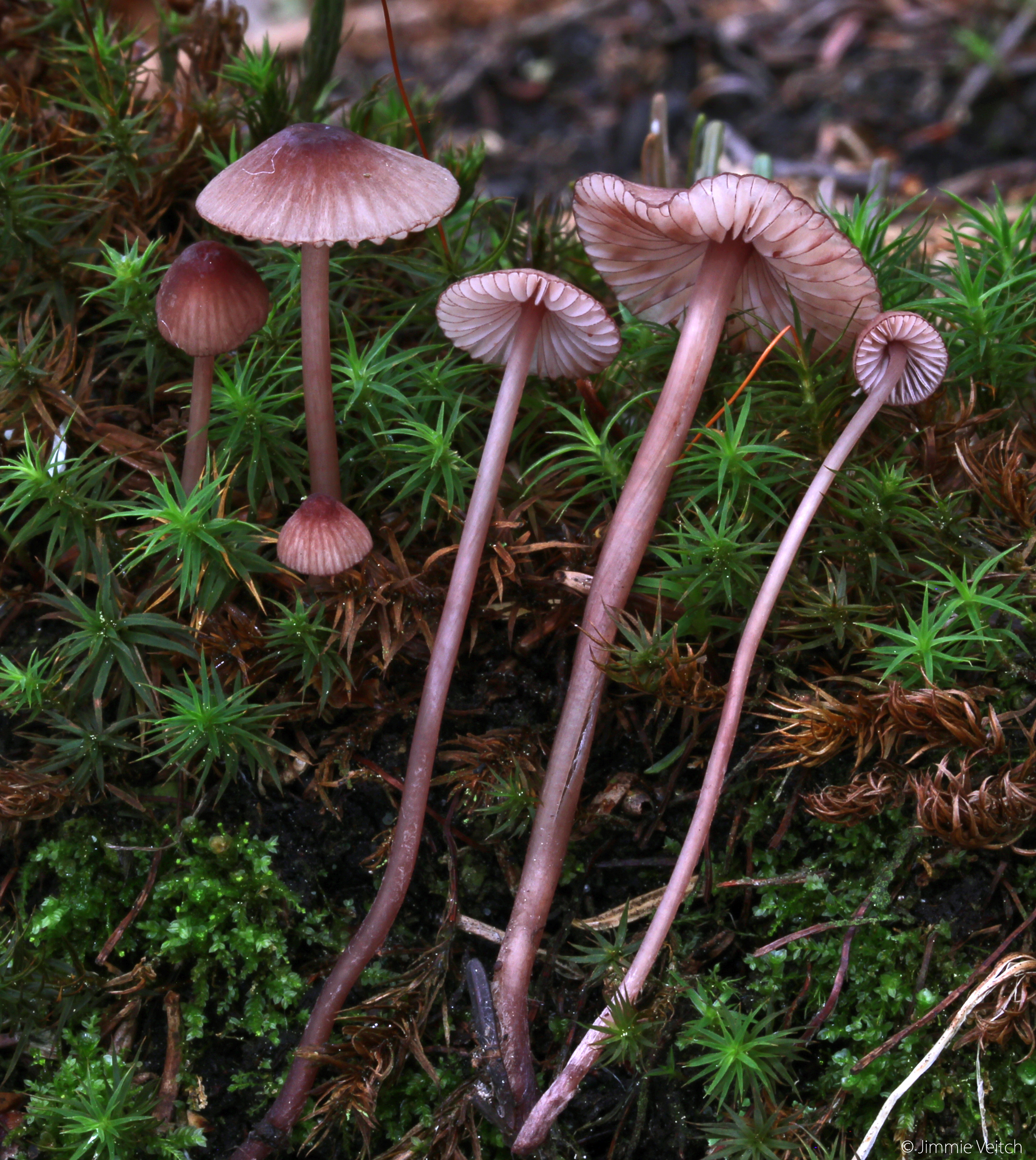
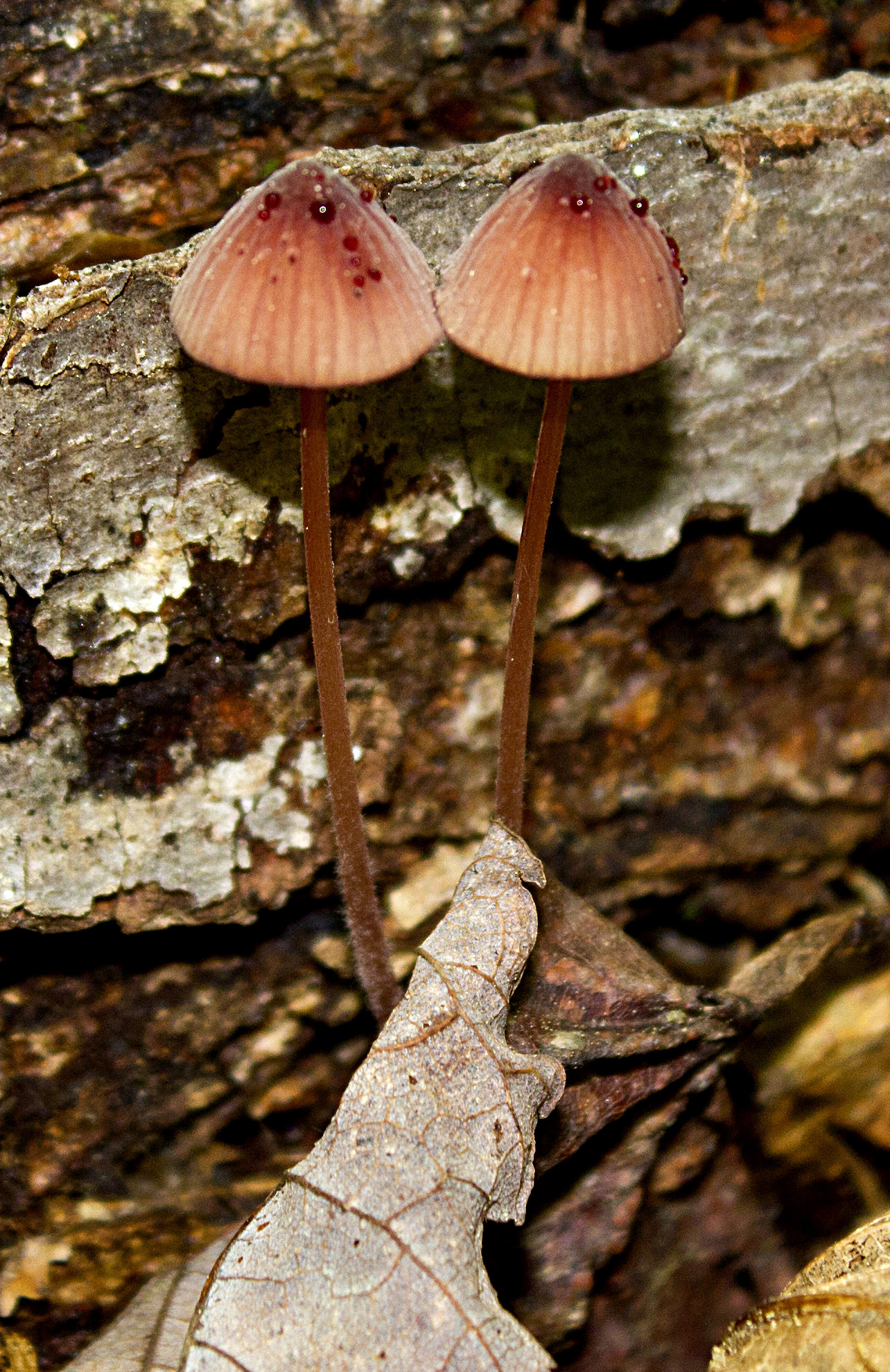
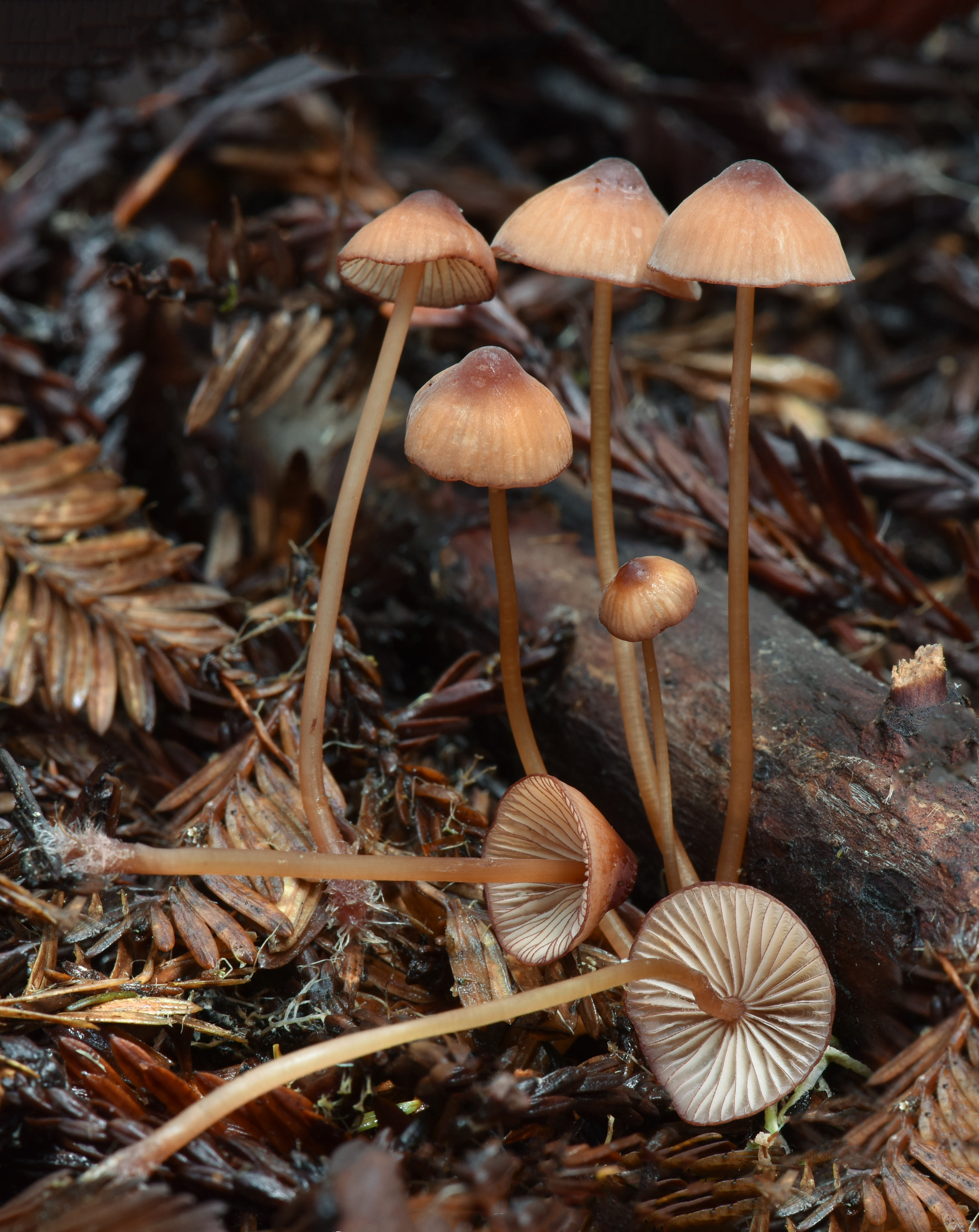
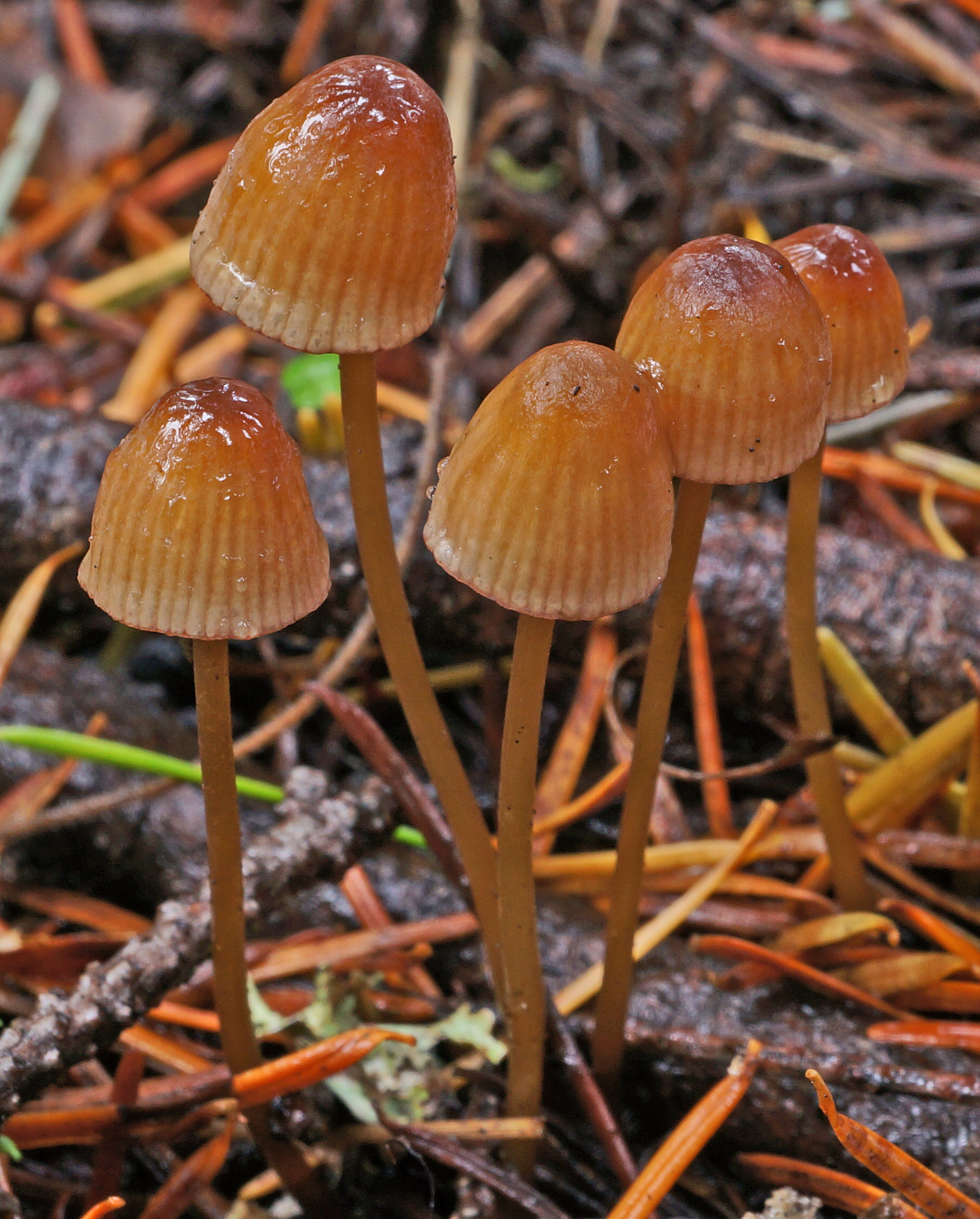
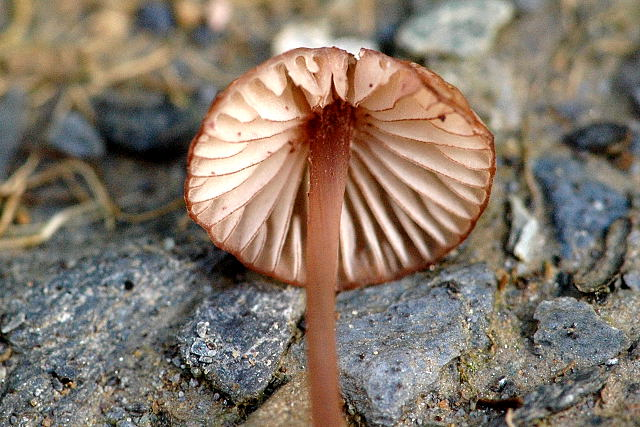

Nem ehető.